# First Love (canción de Lost Kings)
«First Love» es una canción del del dúo estadounidense de DJ Lost Kings con la cantante estadounidense Sabrina Carpenter. Se estrenó el 13 de octubre de 2017 como sencillo a través de por Disruptor y RCA. La canción fue escrita por Albin Nedler, Brittany Amaradio, Kristoffer Fogelnark, Noris Shanholz, Rami Yacoub y Robert Abisi, mientras que la producción fue llevada a cabo por Lost Kings.

## Composición
Musicalmente «First Love» es una canción dance y synth-pop. Lost Kings describió que está destinado a hacerte "sentir todas las sensaciones".

## Presentaciones en vivo
Carpenter interpretó la canción en varios shows en Jingle Ball 2017 junto con «Thumbs» y «Why». También interpretó la canción en Honda Stage en The Hammerstein Ballroom.

## Vídeo musical
El vídeo dirigido por Tyler Bailey acompañó el lanzamiento de la canción y fue filmado en la ciudad de Nueva York.

## Créditos y personal
Créditos adaptados de Tidal.
- Lost Kings - producción
- Sabrina Carpenter - voz
- Albin Nedler - composición
- Brittany Amaradio - composición
- Kristoffer Fogelnark - composición
- Noris Shanholz - composición, grabación
- Rami Yacoub - composición
- Robert Abisi - composición
- Dave Kutch - masterización
- Mitch McCarthy - mezcla

## Posicionamiento en listas
| Listas (2017)                           | Mejor posición |
| --------------------------------------- | -------------- |
| Estados Unidos (Dance/Electronic Songs) | 26             |

## Historial de lanzamiento
| País           | Fecha                  | Formato                     | Versión  | Discográfica   | Ref    |
| -------------- | ---------------------- | --------------------------- | -------- | -------------- | ------ |
| Varios         | 13 de octubre de 2017  | Descarga digital, Streaming | Original | Disruptor, RCA | [ 10 ] |
| Varios         | 31 de octubre de 2017  | Dance radio                 | Original | Disruptor, RCA | [ 11 ] |
| Estados Unidos | 1 de diciembre de 2017 | Descarga digital, Streaming | Remixes  | Disruptor, RCA | [ 12 ] |